# 张体顺
张体顺（?—?），五胡十六国时期西凉政治人物。

## 生平
400年，李暠称凉公，任命唐瑶为征东将军，郭谦为军咨祭酒，索仙为左长史，张邈为右长史，尹建兴为左司马，张体顺为右司马。李暠迁都酒泉郡，任命张体顺为宁远将军，后来转任建康郡太守。李暠去世後，其子李歆继位，张体顺任左长史，嘉兴三年（419年）李歆欲袭北凉，体顺与宋繇切谏勿与北凉交恶，嘉兴四年（420年）李歆不听，拒谏出战，结果被北凉大败，西凉遂为北凉沮渠蒙逊所灭。张体顺归北凉后，官至奉常。